# Couvin

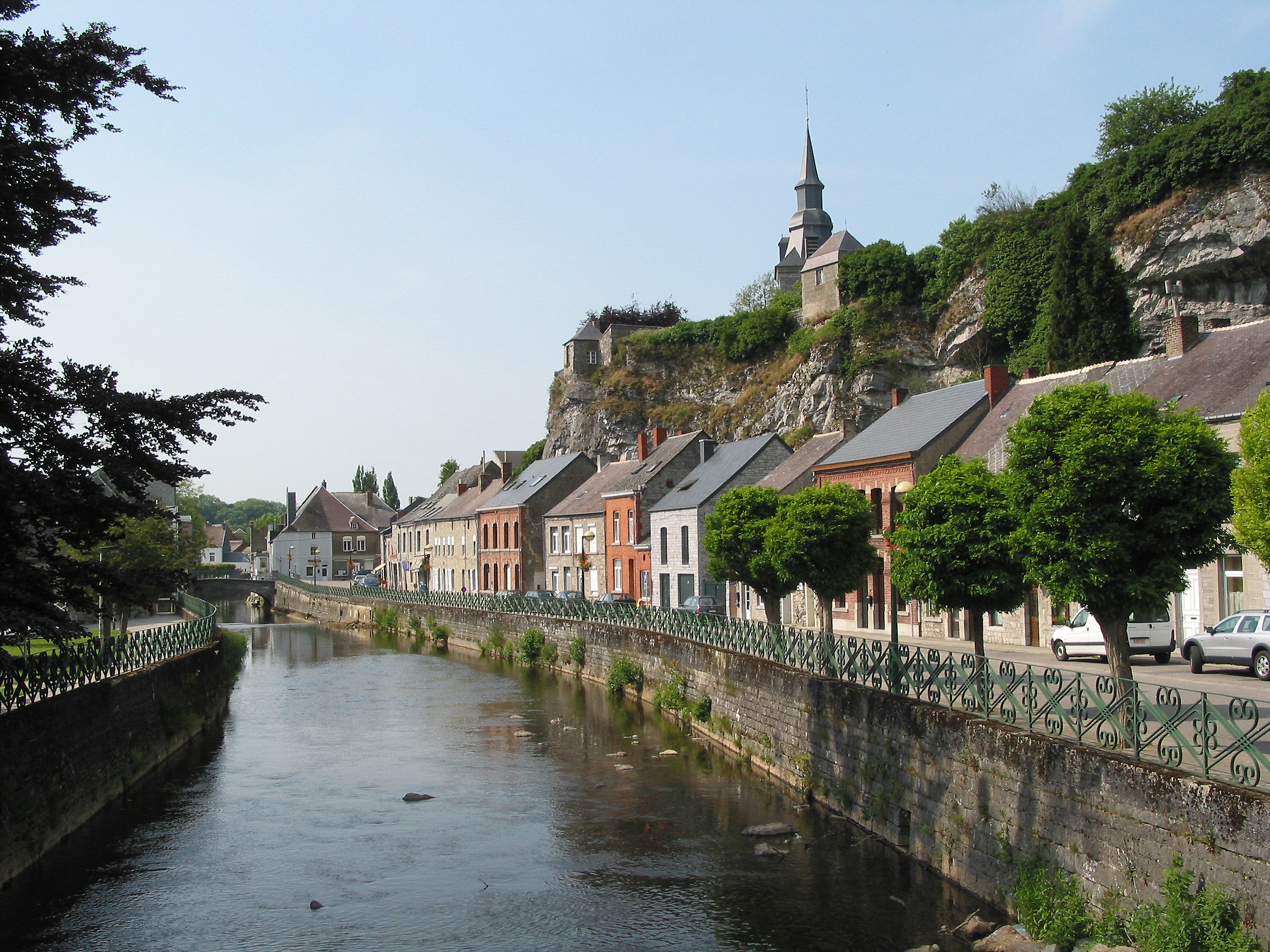
Couvin: sông Eau Noire và Rue de la Falaise

Couvin là một đô thị ở tỉnh Namur.
Tại thời điểm ngày 1 tháng 1 năm 2006, đô thị này có dân số 13.476 người. Couvin là đô thị lớn thứ nhì ở Bỉ về dân số, sau Tournai. Tổng diện tích là 206,93 km², với mật độ dân số 65 người trên mỗi km².